# Villaherreros
Villaherreros es un municipio y localidad de la provincia de Palencia, comunidad autónoma de Castilla y León, España. Este se sitúa en la zona denominada como Tierra de Campos.

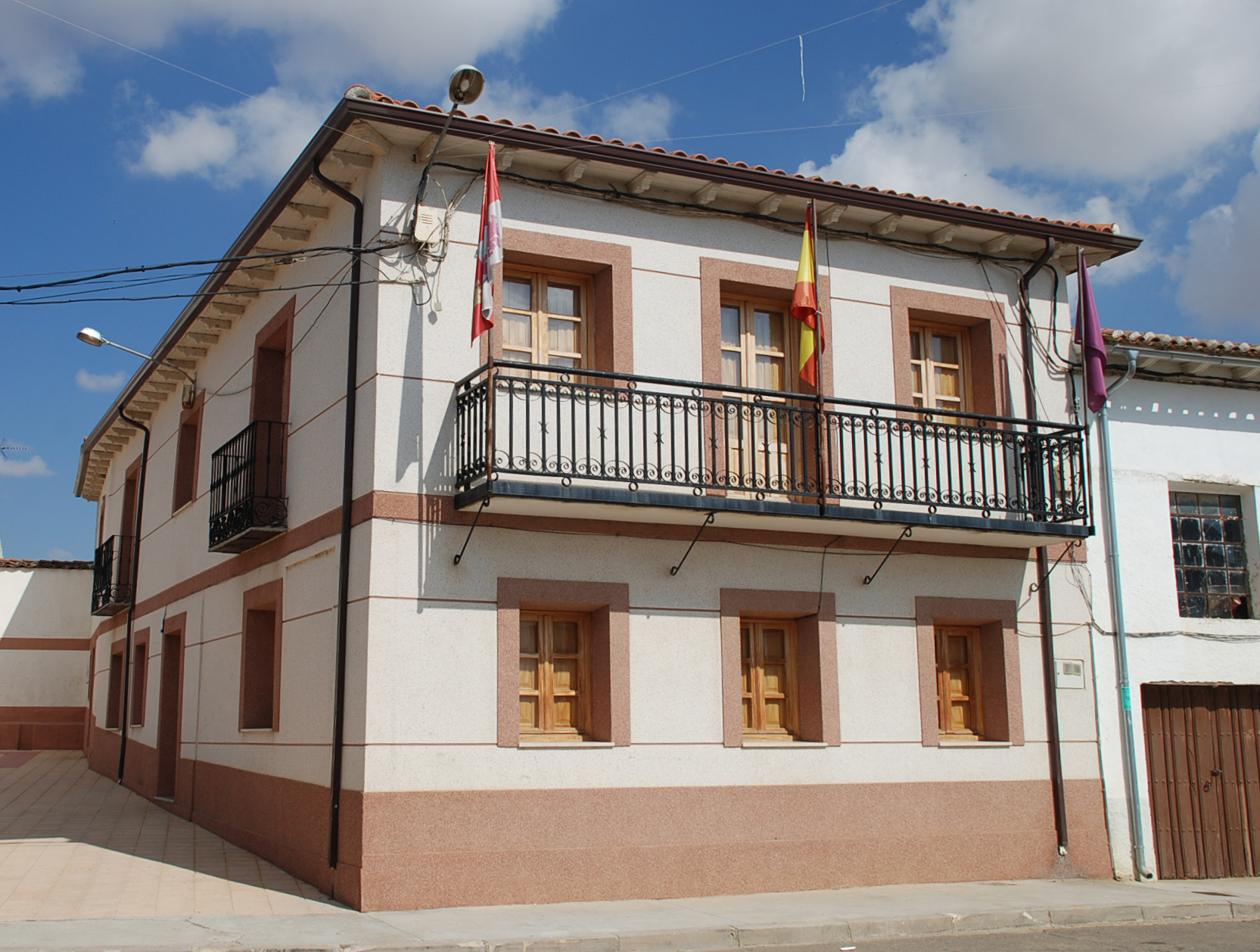
Ayuntamiento de Villaherreros

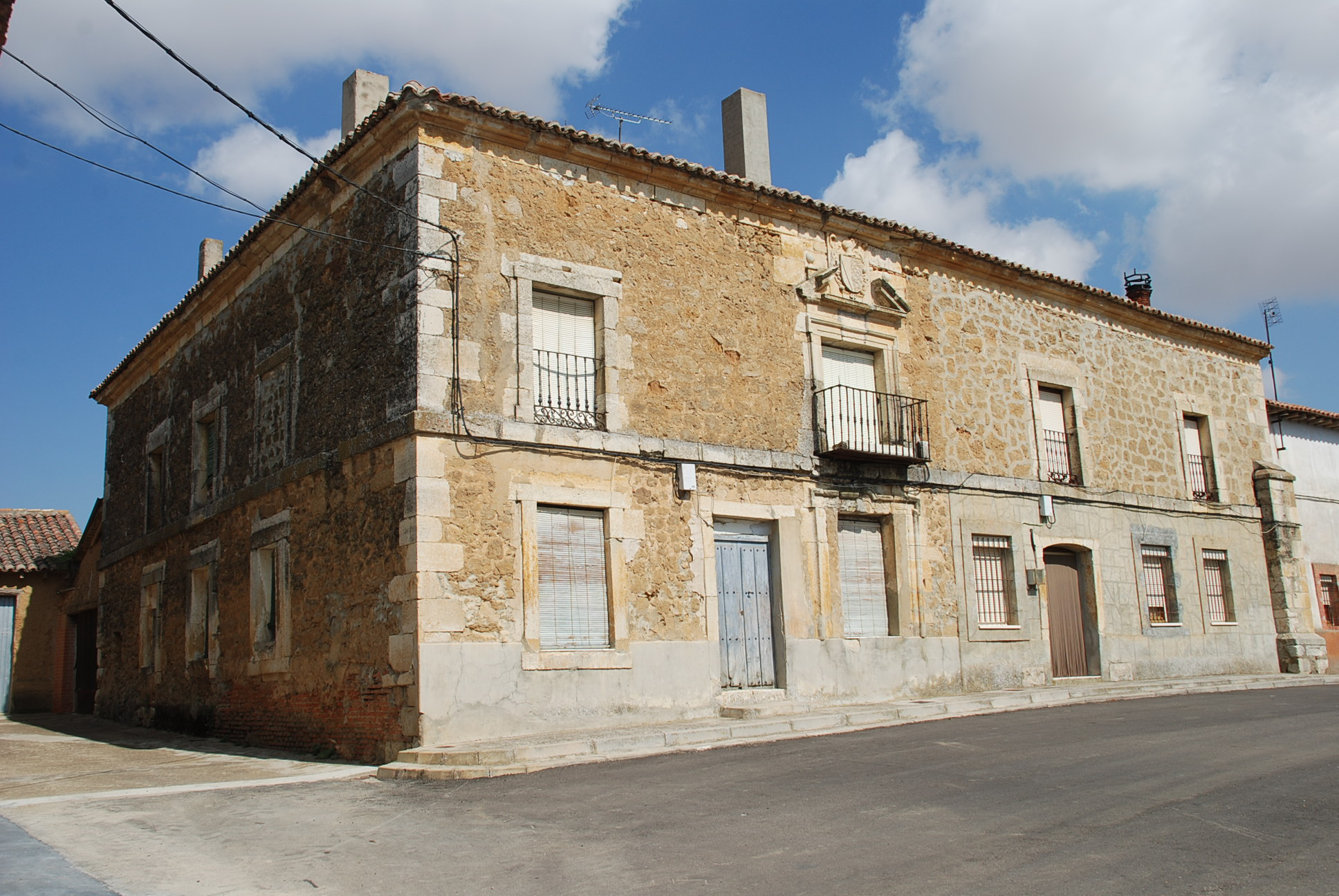
Casona solariega en la plaza Mayor

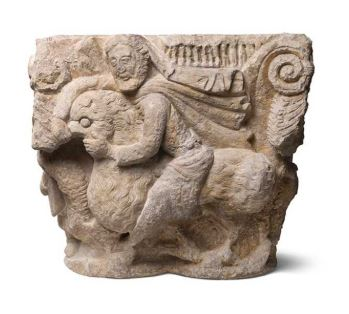
Capitel de Sansón, proveniente de la iglesia de San Román de Villaherreros y que fue vendida a principios de siglo a al Museo Maresme de Barcelona

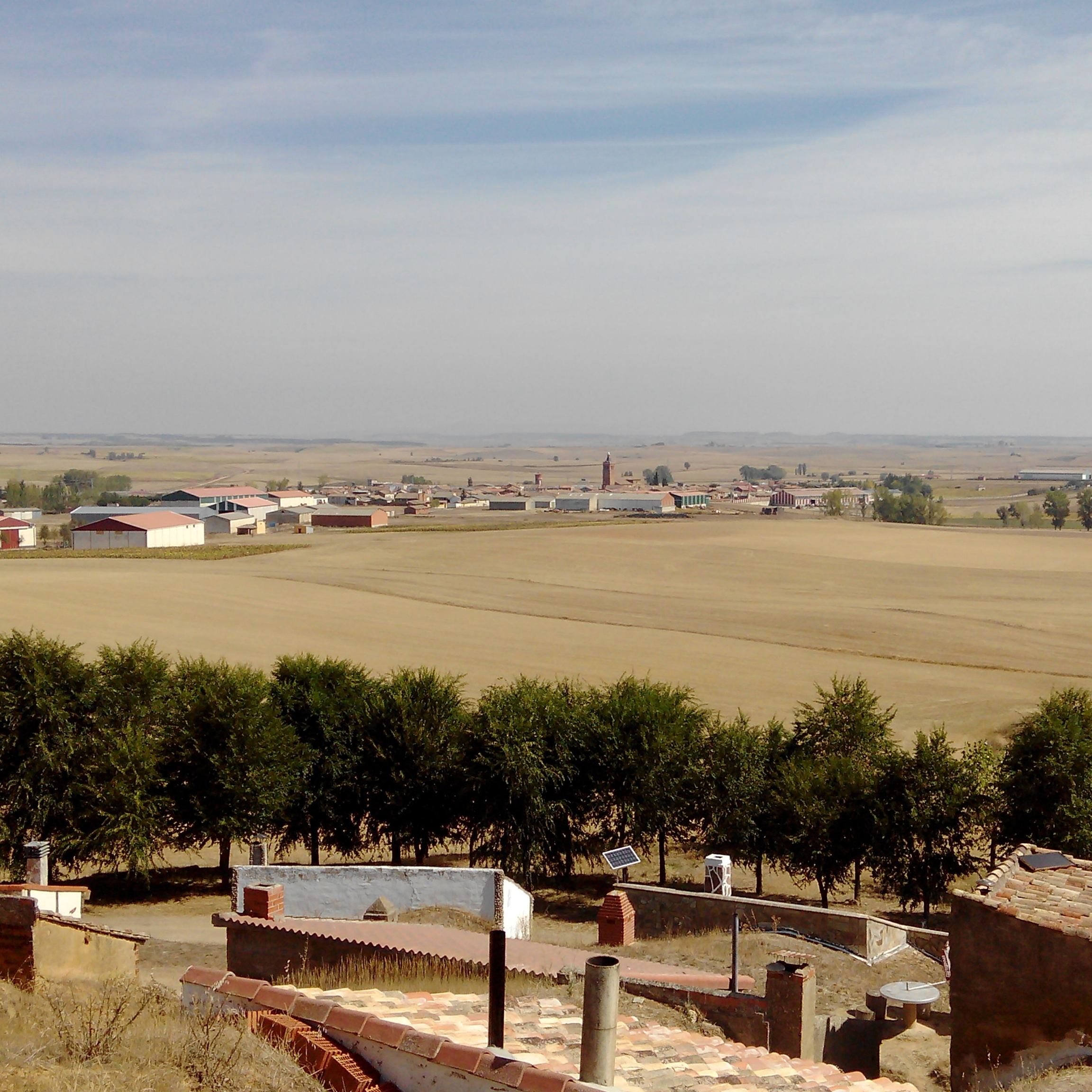
Vista de Villaherros desde las bodegas de San Pedro.

## Geografía

### Clima
| Parámetros climáticos promedio de Villaherreros                                                                         | Parámetros climáticos promedio de Villaherreros | Parámetros climáticos promedio de Villaherreros | Parámetros climáticos promedio de Villaherreros | Parámetros climáticos promedio de Villaherreros | Parámetros climáticos promedio de Villaherreros | Parámetros climáticos promedio de Villaherreros | Parámetros climáticos promedio de Villaherreros | Parámetros climáticos promedio de Villaherreros | Parámetros climáticos promedio de Villaherreros | Parámetros climáticos promedio de Villaherreros | Parámetros climáticos promedio de Villaherreros | Parámetros climáticos promedio de Villaherreros | Parámetros climáticos promedio de Villaherreros |
| Mes | Ene.                                            | Feb.                                            | Mar.                                            | Abr.                                            | May.                                            | Jun.                                            | Jul.                                            | Ago.                                            | Sep.                                            | Oct.                                            | Nov.                                            | Dic.                                            | Anual                                           |
| --- | ----------------------------------------------- | ----------------------------------------------- | ----------------------------------------------- | ----------------------------------------------- | ----------------------------------------------- | ----------------------------------------------- | ----------------------------------------------- | ----------------------------------------------- | ----------------------------------------------- | ----------------------------------------------- | ----------------------------------------------- | ----------------------------------------------- | ----------------------------------------------- |
| Temp. máx. abs. (°C) | 19                                              | 24                                              | 26                                              | 28                                              | 34                                              | 39                                              | 41                                              | 40                                              | 38                                              | 30                                              | 23                                              | 20                                              | 41                                              |
| Temp. máx. media (°C)                                                                                                   | 8                                               | 10                                              | 14                                              | 15                                              | 19                                              | 25                                              | 28                                              | 29                                              | 24                                              | 18                                              | 12                                              | 8                                               | 17.5                                            |
| Temp. media (°C) | 3.1                                             | 4.4                                             | 7.3                                             | 10.2                                            | 13.9                                            | 18.2                                            | 21.9                                            | 20.6                                            | 17.1                                            | 12.2                                            | 7.1                                             | 4.3                                             | 11.6                                            |
| Temp. mín. media (°C)                                                                                                   | -1                                              | 0                                               | 2                                               | 3                                               | 6                                               | 10                                              | 12                                              | 12                                              | 10                                              | 7                                               | 2                                               | -1                                              | 5.5                                             |
| Temp. mín. abs. (°C) | -15                                             | -11                                             | -12                                             | -6                                              | -5                                              | -1                                              | 2                                               | 2                                               | 0                                               | -5                                              | -8                                              | -13                                             | -15                                             |
| Precipitación total (mm)                                                                                                | 40.4                                            | 28.6                                            | 25.1                                            | 38.6                                            | 44.6                                            | 28.7                                            | 16.3                                            | 17.9                                            | 23.1                                            | 45.6                                            | 46.1                                            | 43.4                                            | 489                                             |
| Días de lluvias (≥ 1 mm)                                                                                                | 8                                               | 7                                               | 7                                               | 9                                               | 9                                               | 5                                               | 3                                               | 3                                               | 4                                               | 8                                               | 8                                               | 9                                               | 80                                              |
| Días de nevadas (≥ 1 mm)                                                                                                | 2                                               | 2                                               | 1                                               | 0                                               | 0                                               | 0                                               | 0                                               | 0                                               | 0                                               | 0                                               | 0                                               | 2                                               | 7                                               |
| Fuente: AEMET: Atlas agroclimático de Castilla y León. Junta de Castilla y León, Consejería de agricultura y ganadería. |                                                 |                                                 |                                                 |                                                 |                                                 |                                                 |                                                 |                                                 |                                                 |                                                 |                                                 |                                                 |                                                 |

## Historia

### Edad Antigua y media
No se puede establecer conclusiones acerca del origen histórico de Villaherreros. La noticia más cierta que se tiene de este tema lo da la portada de la parroquia, que presenta un tipo de arco románico fechable en el siglo XII.
Sin embargo es más que probable que Villaherreros, ya existiese en el último tercio del siglo IX, que es cuando se reconquista la margen derecha del río Duero, por el impulso del rey Alfonso III, encargándose del hecho en estas tierras el infante García que repuebla en esta época lugares importantes como Carrión (muy importante ya en el siglo X, con los barrios de Santa María y San Zoilo), Sahagún, Cisneros, Monzón, Becerril, etc.
Villaherreros aparece en el libro Becerro de las Behetrías de Castilla y León del año 1351 (índice de tipo fiscal que registra detalladamente los derechos de los señores de cada lugar, realizado por la administración real de Don Pedro I), con el nombre de Villa ferreros, pagando una tasa de 42 maravedíes, tasa que estaba por encima de la media de la merindad de Monzón a la que pertenecía. 
Sus primeros pobladores debieron de ser, como en toda la zona del norte de la península, seguramente de Santillana del Mar y sus alrededores, mezclándose aquí con pobladores originarios de tierras leonesas.
El nombre del pueblo, responde a un topónimo de personas, que hace referencia a oficios de grupos de operarios, convertidos por la repoblación en pequeños propietarios, con derechos y deberes comunes. El prefijo “Villa” es término común en la zona y se encuentra en innumerables pueblos de la región. 
Estos territorios de repoblación estaban “defendidos” por un teórico poder civil, representado en los castillos (Castrillo, Carrión, Las Cabañas de Castilla...) y por un ideal religioso cristiano señalado por uno o varios monasterios (San Zoilo en Carrión de los Condes, el más importante; San Facundo en Sahagún; y de menor medida el de Arconada, etc.), y que a su vez, hace que se multipliquen las iglesias en la zona.
Importante observar, que en el libro Becerro de las Behetrías de Castilla, aparece un lugar entre Villa ferreros y Villa sarracino (Villasarracino), llamado Vallarna, que al parecer, debía de ser bastante pobre, dado que tiene de tasa 0,5 maravedíes, la más baja de la merindad de Monzón. Pero aunque en el siglo XIV en el Código aparece de manera insignificante, para el tema que ahora se trata, es de mucho más valor, porque su nombre procede de época prerromana, y parece mucho más cierto que pudiera haber sido ocupado por los romanos, ya que se halla enclavado en el centro del trayecto de la calzada entre Laccobriga (Carrión) y Dessobriga (Osorno), y que llevaba hasta Sasamón-Clunia y desde aquí a Tarragona.
Citar también como lugares importantes, históricamente hablando, San Pedro y San Millán. En principio proceden de la misma época que Villaherreros, o quizá, un poco posterior, después de la reconquista. La mayor parte de las veces en que un santo da nombre a un pueblo, es por existencia de una reliquia de dicho Santo en el lugar. Si los lugares que nos ocupan (San Pedro y San Millán) no han dado lugar a ningún poblado, ya que no aparecen en el Código de “Becerro de las Behetrías”, es posible que estuvieran supeditados a la parroquia de Villa ferreros, y que hubiesen supuesto lugares menores de culto religioso, a modo de humilladeros o ermitas, que tuviesen en sus aledaños, incluso, un camposanto (de esta manera se puede explicar la aparición de un sarcófago monolítico, con cavidad torácica trapezoidal y cabeza marcada, características propias de los enterramientos típicos de la época, en las inmediaciones de la actual bodega de la familia Delgado Ordáx.
En conclusión, podemos fijar el origen de Villaherreros en el último tercio del siglo IX, como lugar típico de repoblación efectuado en tiempos de Alfonso III, con población especializada en el oficio de herreros, y en los lugares de San Pedro y San Millán, fechadas más tardíamente, después de la reconquista relacionados con la población monacal.
Y para el lugar de Vallarna, hay que fijar su origen, por lo menos en cuanto al nombre, ya que no hay hallazgos fidedignos, en la época romana, en sus primeros momentos de ocupación, siendo la parte más antigua del pueblo.

### Edades Moderna y Contemporánea
Actualmente se encuentra hermanado bajo la Asociación Comunidad Viva Castilla y León con otros nueve municipios de la comunidad autónoma, los cuales son: Sebúlcor, San Miguel del Pino, Mansilla Mayor, Molinos del Duero, Lubián, Rágama, El Oso y Canicosa de la Sierra.

## Geografía humana

### Demografía
Cuenta con una población de 209 habitantes (INE 2024).
| Gráfica de evolución demográfica de Villaherreros entre 1842 y 2021 |
| |
| Población de derecho según los censos de población del INE Población de hecho según los censos de población del INEEntre el censo de 1981 y el anterior, crece el término del municipio porque incorpora a 34075 (Fuente Andrino) |

## Patrimonio
- Iglesia de San Román: templo de origen románico que conserva su portada original.
- Palacio del conde de Cervellón
- Ermita de San Millán
- Ermita de la Virgen de Vallarna
- Bodegas de San Pedro

## Cultura

### Festividades
Villaherreros cuenta con diversas fiestas populares que se van desarrollando a lo largo del año. Las fiestas más importantes son:
- San Pedro: 29 de junio
- San Román de Antioquía: 18 de noviembre (Patrón del municipio).
- San Roque: 16 de agosto

Además, Villaherreros cuenta con otras fiestas secundarias como son:
- Celebración de la Semana Santa.
- Celebración de San Isidro.
- Celebración en agosto de la Fiesta del agua.
- Celebración de la cena de socios de la asociación juvenil Sin Fronteras.